# Paradoks zapobiegliwości
Paradoks zapobiegliwości (paradoks oszczędności) – paradoks ekonomiczny, który opisuje niekorzystne efekty nadmiernego oszczędzania. 

## Opis
Duży wzrost indywidualnej skłonności do oszczędzania, przeciwstawionego konsumpcji, skutkuje spadkiem popytu zagregowanego i – w następstwie – ogólnej produkcji, prowadząc do spowolnienia gospodarczego, i zwrotnego ograniczenia dalszej możliwości akumulacji kapitału. W efekcie, gdy zbyt wiele podmiotów gospodarczych zaczyna oszczędzać, ogólna możliwość zarówno oszczędzania, jak i konsumpcji, staje się paradoksalnie mniejsza niż wcześniej. Choć indywidualne odraczanie konsumpcji jest korzystne, jeśli służy realizowaniu długofalowych inwestycji, nadmierne ogólne oszczędzanie może być w krótszym horyzoncie czasowym głęboko niekorzystne i powodować lub pogłębiać recesje. Jest to jeden z przykładów, kiedy racjonalne zachowania jednostek skutkują pogorszeniem się sytuacji ogółu.
Opisy paradoksu przedstawiano już w starożytności. W czasach nowożytnych sformułowała ją w 1714 r., satyryzująca ówczesną Anglię, książka Bernarda de Mandeville'a, Bajka o Pszczołach. Bardziej formalną postać spopularyzował, przywołując de Mandeville'a, John Maynard Keynes, jako centralny element ekonomii keynesowskiej. Od lat 1940. obserwacja ta jest częścią ekonomii głównego nurtu.

## Paradoks
W stanie równowagi ogólny dochód musi się równać ogólnej produkcji. Wzrost indywidualnej skłonności do oszczędzania, ceteris paribus, przesuwa punkt równowagi do niższego stanu, indukując zmniejszenie oszczędności w stopniu, który może przewyższać pierwotny wzrost. Jeśli populacja jako całość decyduje się oszczędzać więcej pieniędzy, następuje kontrakcja konsumpcji i produkcji oraz spada dochód wszystkich uczestników rynku. 
W tej postaci, paradoks przedstawia formę dylematu więźnia, ponieważ oszczędzanie jest korzystne dla każdego podmiotu z osobna, ale niekorzystne dla ogólnej populacji. Jest to paradoksalne, ponieważ kłóci się z intuicją. Osoby nieświadome występowania paradoksu mogą popełniać błąd złożenia i zakładać, że to, co dobre dla jednostek, musi być też dobre dla całości gospodarki.

## Opis matematyczny
Zakładamy, że gospodarstwa domowe przeznaczają swoje dochody rozporządzalne na konsumpcję lub na oszczędności. Funkcja konsumpcji opisana jest wzorem
{\displaystyle C=a+c\,Y_{d},}
gdzie {\displaystyle C} – konsumpcja, {\displaystyle a} – konsumpcja autonomiczna, {\displaystyle c} – krańcowa skłonność do konsumpcji i {\displaystyle Y_{d}} – dochód rozporządzalny.
Zaś funkcja oszczędności
{\displaystyle S=-a+sY_{d},}
gdzie {\displaystyle S} – oszczędności, {\displaystyle a} – konsumpcja autonomiczna, {\displaystyle s} – krańcowa skłonność do oszczędzania i {\displaystyle Y_{d}} – dochód rozporządzalny.
Zakładamy, że z pewnych przyczyn gospodarstwa domowe postanawiają przy każdym poziomie dochodu wydawać o określoną kwotę więcej, a zatem i oszczędzać o ową kwotę mniej. Przyczyną tej wzmożonej konsumpcji przy każdym poziomie dochodu rozporządzalnego może być efekt majątkowy, wzrost podaży kredytu konsumpcyjnego czy efekt realnych zasobów pieniądza. Powoduje to równoległe przesunięcia funkcji konsumpcji w górę, natomiast funkcji oszczędności w dół. Pojawia się pytanie o to, co dzieje się z faktycznymi oszczędnościami?
W tym uproszczonym modelu funkcja zagregowanego popytu (popytu globalnego) opisywana jest wzorem
{\displaystyle AD=C+I,}
gdzie {\displaystyle AD} – zagregowany popyt, {\displaystyle C} – konsumpcja i {\displaystyle I} – inwestycje.
Wzrost popytu konsumpcyjnego powoduje więc również wzrost popytu zagregowanego (na wykresie jest to równoległe przesunięcie funkcji popytu globalnego w górę). Zmienia się również punkt przecięcia funkcji popytu globalnego z linią 45°, wyznaczający wielkość produkcji i dochód zapewniający równowagę na rynku dóbr. W rezultacie działania mechanizmu mnożnikowego, zmiana poziomu dochodu i produkcji w punkcie równowagi będzie większa niż zmiana konsumpcji autonomicznej.
Zmiana rozmiarów oszczędności planowanych przez gospodarstwa domowe przy każdym poziomie dochodu prowadzi do zmiany wielkości dochodu zapewniającego równowagę. Oszczędności w punkcie równowagi nie ulegają jednak zmianie, ponieważ muszą one być równe inwestycjom, które jako autonomiczny składnik popytu globalnego nie ulegają zmianie (pamiętajmy, że warunek równowagi w gospodarce zamkniętej bez udziału państwa to inwestycje = oszczędności).
Zatem czy oszczędzanie jest cnotą? Czy wysoki poziom planowanych oszczędności jest korzystny dla gospodarki?
Jeżeli wielkość produkcji zapewniającej równowagę na rynku dóbr (chodzi to o równowagę krótkookresową, gdy planowane wydatki konsumentów odpowiadają faktycznie wytworzonej produkcji) jest niższa niż wielkość produkcji potencjalnej, a więc zapewniającej pełne zatrudnienie, wówczas paradoks zapobiegliwości pokazuje, że obniżenie oszczędności powoduje wzrost dochodu w punkcie równowagi. Rozmiary planowanych inwestycji nie ulegają zmianie. Sytuacja ta jest dla gospodarki korzystna, ponieważ wzrasta poziom zatrudnienia i produkcji.
Jednak w przypadku gdy gospodarka znajduje się w stanie równowagi długookresowej przy pełnym zatrudnieniu (produkcja potencjalna jest osiągnięta i utrzymywana), wzrost oszczędności spowoduje spadek popytu konsumpcyjnego i może spowodować wzrost popytu inwestycyjnego, co pozwoli na utrzymanie popytu globalnego na poziomie zapewniającym pełne zatrudnienie. Toteż w dłuższej perspektywie czasowej wzrost skłonności do oszczędzania może być dla gospodarki korzystny.